# Saint-Germain-l'Aiguiller
Saint-Germain-l'Aiguiller és un municipi francès situat al departament de Vendée i a la regió de País del Loira. L'any 2007 tenia 343 habitants.

## Demografia

### Població
El 2007 la població de fet de Saint-Germain-l'Aiguiller era de 343 persones. Hi havia 128 famílies de les quals 16 eren unipersonals (8 homes vivint sols i 8 dones vivint soles), 52 parelles sense fills i 60 parelles amb fills.
La població ha evolucionat segons el següent gràfic:
Habitants censats

### Habitatges
El 2007 hi havia 156 habitatges, 127 eren l'habitatge principal de la família, 17 eren segones residències i 12 estaven desocupats. 149 eren cases i 1 era un apartament. Dels 127 habitatges principals, 109 estaven ocupats pels seus propietaris, 17 estaven llogats i ocupats pels llogaters i 1 estava cedit a títol gratuït; 1 tenia una cambra, 3 en tenien dues, 12 en tenien tres, 23 en tenien quatre i 88 en tenien cinc o més. 105 habitatges disposaven pel capbaix d'una plaça de pàrquing. A 31 habitatges hi havia un automòbil i a 91 n'hi havia dos o més.

### Piràmide de població
La piràmide de població per edats i sexe el 2009 era:
| Homes | Edats   | Dones |
| ----- | ------- | ----- |
| 0     | 95 o +  | 0     |
| 0     | 90 a 94 | 0     |
| 0     | 85 a 89 | 0     |
| 0     | 80 a 84 | 0     |
| 8     | 75 a 79 | 12    |
| 4     | 70 a 74 | 12    |
| 12    | 65 a 69 | 8     |
| 0     | 60 a 64 | 8     |
| 0     | 55 a 59 | 0     |
| 8     | 50 a 54 | 12    |
| 12    | 45 a 49 | 8     |
| 12    | 40 a 44 | 4     |
| 12    | 35 a 39 | 16    |
| 8     | 30 a 34 | 12    |
| 12    | 25 a 29 | 8     |
| 8     | 20 a 24 | 8     |
| 16    | 15 a 19 | 8     |
| 16    | 10 a 14 | 16    |
| 16    | 5 a 9   | 16    |
| 8     | 0 a 4   | 0     |

## Economia
El 2007 la població en edat de treballar era de 227 persones, 187 eren actives i 40 eren inactives. De les 187 persones actives 181 estaven ocupades (96 homes i 85 dones) i 6 estaven aturades (2 homes i 4 dones). De les 40 persones inactives 20 estaven jubilades, 10 estaven estudiant i 10 estaven classificades com a «altres inactius».

### Ingressos
El 2009 a Saint-Germain-l'Aiguiller hi havia 141 unitats fiscals que integraven 403 persones, la mediana anual d'ingressos fiscals per persona era de 15.968 €.

### Activitats econòmiques
Dels 10 establiments que hi havia el 2007, 1 era d'una empresa alimentària, 1 d'una empresa de fabricació d'altres productes industrials, 1 d'una empresa de construcció, 3 d'empreses de comerç i reparació d'automòbils, 1 d'una empresa d'hostatgeria i restauració, 1 d'una empresa financera, 1 d'una empresa immobiliària i 1 d'una empresa de serveis.
Dels 4 establiments de servei als particulars que hi havia el 2009, 3 eren tallers de reparació d'automòbils i de material agrícola i 1 electricista.
L'any 2000 a Saint-Germain-l'Aiguiller hi havia 21 explotacions agrícoles que ocupaven un total de 702 hectàrees.

## Poblacions més properes
El següent diagrama mostra les poblacions més properes.